# Lijst van steden en dorpen in Zeeland
Dit is een lijst van steden, dorpen en buurtschappen in Zeeland. 

## A
- Abbekinderen
- Absdale
- Aagtekerke
- Aardenburg
- Akkerput
- Anna Jacobapolder
- Arnemuiden
- Axel

## B
- Baalhoek
- Baarland
- Baarsdorp
- Bakkersdam
- Bath
- Beldert
- Berdelingebuurte
- Biervliet
- Biezelinge
- Biggekerke
- Boerengat
- Boerenhol
- Bontekoe
- Borssele
- Boschdorp
- Bouchauterhaven
- Breskens
- Brigdamme
- Brijdorpe
- Brouwershaven
- Bruinisse
- Burgh
- Buttinge

## C
- Cadzand
- Cadzand-Bad
- Capelle
- Clinge
- Colijnsplaat

## D
- Dishoek
- Draaibrug
- Dreischor
- Domburg
- Drieschouwen
- Driewegen (buurtschap in de gemeente Terneuzen)
- Driewegen (dorp in de gemeente Borsele)
- Driewegen (buurtschap in de plaats Terneuzen)

## E
- Eede
- Eendragt
- Eindewege
- Elkerzee
- Ellemeet
- Ellewoutsdijk
- Eversdijk

## F
- Fort Ferdinandus

## G
- Gapinge
- Geersdijk
- Goes
- Graauw
- 's-Gravenpolder
- Griete
- Grijpskerke
- Groede
- Groot-Abeele

## H
- Haamstede
- Hansweert
- Hasjesstraat
- Hazelarenhoek
- 's-Heer Abtskerke
- 's-Heer Arendskerke
- 's-Heer Hendrikskinderen
- 's-Heerenhoek
- Heikant
- Heille
- Heinkenszand
- Hengstdijk
- Hoedekenskerke
- Hoek
- Hoek van de Dijk
- Hontenisse
- Hoofdplaat
- Hoogeweg
- Holleken (deels)
- Hulst

## I
- IJzendijke
- Isabellahaven

## K
- Kamperland
- Kapelle
- Kapellebrug
- Kats
- Kattendijke
- Kerkwerve
- Kijkuit
- Klein-Brabant
- Kleverskerke
- Kloetinge
- Kloosterzande
- Knol
- Koewacht
- Koninginnehaven
- Kortgene
- Koudekerke
- Krabbendijke
- Kruiningen
- Kruispad
- Kuitaart
- Kwadendamme
- Kwakkel

## L
- Lamswaarde
- Lewedorp
- Looperskapelle

## M
- Maagd van Gent (deels)
- Magrette
- Mauritsfort
- Meliskerke
- Middelburg
- Moriaanshoofd
- De Muis

## N
- Nieuw- en Sint Joosland
- Nieuw-Namen
- Nieuwdorp
- Nieuwe Molen
- Nieuwerkerk
- Nieuwerkerke
- Nieuwvliet
- Nisse
- Noordgouwe
- Noordwelle
- Nummer Eén

## O
- Oost-Souburg
- Oostburg
- Oostburgsche Brug
- Oosterland
- Oostdijk
- Oostkapelle
- Ossenisse
- Othene
- Oud-Sabbinge
- Oud-Vossemeer
- Oudedorp
- Oudelande
- Oude Molen
- Oude Polder
- Ouwerkerk
- Overslag
- Ovezande

## P
- Paal
- Paradijs
- Passluis
- Perkpolder
- Philippine
- Poonhaven
- Poortvliet
- Poppendamme
- Posthoorn (deels)

## R
- Ratte
- Renesse
- Retranchement
- Reuzenhoek
- Rilland
- Ritthem
- Roodesluis

## S
- Sas van Gent
- Sasput
- Schapenbout
- Scharendijke
- Scherpenisse
- Schoondijke
- Schore
- Schuddebeurs (dorp in de gemeente Schouwen-Duiveland)
- Schuddebeurs (buurtschap in de gemeente Hulst)
- Serooskerke (dorp in de gemeente Schouwen-Duiveland)
- Serooskerke (dorp in de gemeente Veere)
- Sinoutskerke
- Sint Andries
- Sint Anna ter Muiden
- Sint-Annaland
- Sint Jansteen
- Sint Kruis
- Sint Laurens
- Sint-Maartensdijk
- Sint Philipsland
- Sirjansland
- Slijkplaat
- Slikkenburg
- Sluis
- Sluiskil
- Spui
- Stavenisse
- Steenovens
- Stroodorpe

## T
- Terhofstede
- Terhole
- Terlucht
- Terneuzen
- Tholen
- Turkeye

## V
- Vaartwijk
- Val
- Varempé
- Veere
- Vlake
- Vlissingen
- Vogelwaarde
- Vrouwenpolder

## W
- Waarde
- Walsoorden
- Waterhuis
- Waterlandkerkje
- Watervliet
- Wemeldinge
- West-Souburg
- Westdorpe
- Westenschouwen
- Westkapelle
- Wilhelminadorp
- Wissenkerke
- Wolphaartsdijk
- Wulpenbek

## Y
- Yerseke

## Z
- Zaamslag
- Zaamslagveer
- Het Zand
- Zandplaat
- Zandstraat
- Zeedijk
- Zeedorp
- Zierikzee
- Zijpe
- Zonnemaire
- Zoutelande
- Zuiddorpe
- Zuidzande
- Zwartenhoek
- Zwindorp

Drenthe ·
Flevoland ·
Friesland ·
Gelderland ·
Groningen ·
Limburg ·
Noord-Brabant ·
Noord-Holland ·
Overijssel ·
Utrecht ·
Zeeland ·
Zuid-Holland